# Cuerpo Protector Ruso
El Cuerpo de Protección de Rusia o Cuerpo Protector Ruso (en alemán: Russisches Schutzkorps, en ruso: Русский охранный корпус, en serbio: Руски заштитни корпус/Ruski zaštitni korpus) fue una fuerza armada compuesta por emigrantes rusos blancos anticomunistas que se creó en el territorio Serbio ocupado por los alemanes durante la Segunda Guerra Mundial. Comandado durante casi toda su existencia por el teniente general Boris Shteifon, sirvió principalmente como una fuerza de guardia para fábricas y minas entre finales de 1941 y principios de 1944, inicialmente como el «Cuerpo Ruso Separado» y luego el Grupo de Protección de Fábricas Ruso. Se incorporó a la Wehrmacht el 1 de diciembre de 1942 y luego se enfrentó con los partisanos yugoslavos comunistas y brevemente con los chetniks. A finales de 1944, luchó contra el Ejército Rojo durante la Ofensiva de Belgrado, luego se retiró a Bosnia y Eslovenia cuando los alemanes se retiraron de los Balcanes. Después de la muerte de Shteifon en Zagreb, en el Estado Independiente de Croacia, el 30 de abril de 1945, el coronel ruso Anatoly Rogozhin se hizo cargo y llevó a sus tropas más al norte para rendirse a los británicos en el sur de Austria. A diferencia de la mayoría de las otras formaciones rusas que lucharon por la Alemania nazi, Rogozhin y sus hombres, que no fueron tratados formalmente como ciudadanos soviéticos, quedaron exentos de la repatriación forzada a la Unión Soviética y finalmente fueron liberados y se les permitió mudarse a Occidente.

## Antecedentes y formación
En los Balcanes antes de la Segunda Guerra Mundial, había aproximadamente quince mil emigrantes rusos blancos que habían huido allí después de la Revolución Rusa de 1917. El 6 de abril de 1941, las fuerzas del Eje invadieron el Reino de Yugoslavia. Mal equipado y adiestrado, el Real Ejército Yugoslavo fue derrotado rápidamente. El país fue desmembrado y Serbia reducida a sus fronteras anteriores a 1912 y puesta bajo ocupación militar alemana. Los alemanes escogieron al general Milan Nedić, político del período de entreguerras conocido por simpatizar con el Eje, para presidir el Gobierno de Salvación Nacional de Serbia en el territorio ocupado. Durante el levantamiento serbio del verano de 1941, los partisanos liderados por los comunistas mataron a aproximadamente trescientos emigrantes rusos e hirieron a muchos más, a veces en actos de venganza. En respuesta, los rusos de la región comenzaron a organizarse en unidades de autodefensa. En ese momento, se calcula que había diez mil varones rusos en el territorio de Yugoslavia, la mayoría de los cuales vivían en la Serbia ocupada.

Un mapa que muestra el territorio ocupado por los alemanes en Serbia desde 1941 hasta 1944.

El Cuerpo de Protección Ruso fue fundado en Belgrado el 12 de septiembre de 1941 y el mando correspondió al general Mijaíll Skorodúmov; se conoció inicialmente como el «Cuerpo Ruso Separado» (en alemán: Das Abgesonderte Russische Korps). Lo estableció mediante una orden el comandante militar alemán en Serbia, general der Flieger Heinrich Danckelmann, con el acuerdo del régimen de Nedić. La personalidad alemana clave involucrada en la organización del Cuerpo fue el jefe de gabinete de Danckelmann, Oberst Erich Kewisch. El reclutamiento y la selección de voluntarios los llevó a cabo el general mayor Vladimir Kreyter, un emigrante ruso blanco al servicio de los alemanes que era el jefe de la Oficina de Información rusa (en alemán: Vertrauensstelle) en Serbia. Los primeros reclutas fueron emigrantes rusos blancos y oficiales del antiguo Ejército imperial ruso, que había sido derrotado por los comunistas en la guerra civil rusa veinte años antes. Habían estado viviendo en la Serbia ocupada, y se pusieron del lado de los alemanes debido a su oposición al comunismo, y porque creían que la única esperanza de acabar con el gobierno comunista en Rusia era que Alemania venciese en la Segunda Guerra Mundial. La meta que Skorodúmov fijó al Cuerpo fue la de marchar a combatir a Rusia tras haber cumplido su misión en Serbia, la tierra de acogida de sus miembros. La unidad pasó a llamarse «Grupo Ruso de Protección de Fábricas»(en alemán: Weissrussischer Werkschutz) el 2 de octubre.
Debido a la edad, la enfermedad y su falta de familiaridad con la tropa compuesta por emigrantes rusos blancos, Skorodúmov fue reemplazado en menos de un mes por su jefe de Estado Mayor, el teniente general Boris Shteifon, quien se dice que tuvo «relaciones estrechas y amistosas con [Milan] Nedić». Los alemanes previeron que la nueva fuerza tendría una dotación de tres mil hombres y se organizaría en tres regimientos, encargados de proteger las fábricas, otras instalaciones industriales y las minas que producían materiales para la industria bélica alemana. El Cuerpo contó al principio con un solo regimiento, organizado en cuatro batallones. El general mayor Egorov mandó el primer batallón; el coronel Shatilov, el segundo; el coronel Endrzheevskiy, el tercero; y el coronel Nestrenko, el cuarto. Un segundo regimiento se creó el 18 de octubre, y estuvo a las órdenes del coronel Zhukov. Al principio, el grupo era una unidad independiente que dependía del plenipotenciario general alemán para asuntos económicos, NSFK-Obergruppenführer Franz Neuhausen.

## Operaciones

### General
Aunque su objetivo final era ayudar a derrotar a las fuerzas comunistas en la Unión Soviética, el Cuerpo fue utilizado casi exclusivamente para luchar contra los partisanos en áreas de la Yugoslavia ocupada, primero en un papel defensivo. En su máxima fuerza, estaba compuesto por un regimiento de caballería y cuatro regimientos de infantería. Entre el otoño de 1941 y la primavera de 1944, el Cuerpo fue el principal responsable de proteger las, fábricas de armas, minas, carreteras y ferrocarriles en toda la Serbia ocupada de acuerdo con las prioridades establecidas por el Alto Mando alemán. El Cuerpo nunca funcionó como una fuerza unificada, siendo el regimiento su unidad operativa más grande. Los regimientos fueron luego asignados para actuar como auxiliares de las fuerzas de ocupación alemanas o búlgaras. Durante su existencia, se reforzó con emigrantes más jóvenes y ex prisioneros de guerra soviéticos. Los emigrados rusos que vivían en Bulgaria, el títere del Eje, Estado Independiente de Croacia y Hungría también acudieron a Belgrado para alistarse en la unidad. El armamento del Cuerpo los proporcionaban los alemanes; eran armas capturadas al Real Ejército Yugoslavo. Las órdenes se daban en ruso. A lo largo de su existencia mantuvo buenas relaciones con la el Gobierno de Nedić.
Mientras custodiaban las instalaciones, los miembros del Cuerpo fueron asignados en gran medida a la dotación de búnkeres de ladrillo, protegiendo el ferrocarril en el valle del río Ibar, las minas de Bor, Trepča, Majdanpek y Krupanj, así como las fronteras del territorio ocupado a lo largo del Danubio y Drina. A menudo se desplegaron junto con otras unidades colaboracionistas serbias, como la Guardia Estatal Serbia (SDS)y el Cuerpo de Voluntarios Serbios (SDK), con quienes estaban más estrechamente aliados. El Cuerpo también cooperó estrechamente con los ustachas fascistas croatas cuando operaba en el vecino NDH. Hay constancia de que los miembros del Cuerpo robaban a los campesinos en las zonas en las que operaban.

### Primeras acciones
El Cuerpo se usó inicialmente para proteger minas en Krupanj, en el oeste del territorio, y más tarde en Bor —en el oeste— y Trepča —en el sur—. El 1.er Regimiento se desplegó primero en Loznica, Ljubovija y otras ciudades a lo largo del río Drina, que formaba la frontera occidental del territorio ocupado. El 2.º Regimiento operó primero en ciudades como Negotin, Bor y Majdanpek, cerca de la frontera oriental con Rumania. En ese momento, los dos regimientos estaban subordinados operacionalmente a la 704.ª División de Infantería alemana. En noviembre de 1941, el Cuerpo comenzó a colaborar activamente con los chetniks de Draža Mihailović contra los partisanos. El 8 de diciembre de 1941, defendió la mina de Stolice, cerca de Krupanj, de los partisanos. A finales de 1941, tenía mil quinientos miembros.
El 3.er Regimiento se estableció en Banjica, cerca de Belgrado, el 8 de enero de 1942, bajo el mando del coronel Shapilov; se desplegó en Kosovska Mitrovica, cerca de las minas de Trepča, en el sur, donde estuvo subordinado operacionalmente al I Cuerpo de Ocupación búlgaro. El 4.º Regimiento se creó el 29 de abril con el general Cherepov al mando; se destinó a la región occidental del territorio ocupado, alrededor de Kraljevo. En mayo, el Cuerpo se dividió en dos brigadas. La primera se encomendó al general mayor Dratsenko y su Estado Mayor se fijó en la ciudad de Aranđelovac el 22 de mayo. También en mayo, Kewisch presentó un informe indicando que, si se le permitía reclutar en toda la Europa bajo control alemán, podría reunir una unidad de aproximadamente veinticinco mil hombres. También solicitó a las autoridades superiores que reorganizasen el Cuerpo y lo integrasen más estrechamente en la Wehrmacht. Después de una discusión considerable, el 29 de octubre, el alto mando alemán ordenó una reorganización; el Cuerpo pasó a llamarse «Cuerpo de Protección de Rusia» y quedó completamente subordinado al comandante general alemán en Serbia.
El 30 de noviembre, el cuarto Regimiento se disolvió; su 1.er Batallón fue asignado al 1.er Regimiento y el resto del personal, al 2.º Regimiento. El 1 de diciembre de 1942, el Cuerpo se incorporó a la Wehrmacht y todos sus miembros hubieron de prestar un juramento al líder alemán Adolf Hitler. El Cuerpo creció en número a lo largo de 1942, merced a la afluencia de voluntarios de Bulgaria, Croacia, Rumania y Grecia. A fines de 1942, el Cuerpo totalizaba unos siete mil quinientos hombres, todos ellos rusos. Durante la reorganización, se intentó expandirlo aún más reclutando prisioneros de guerra soviéticos, pero el primer experimento con trescientos de ellos no tuvo éxito y no se repitió. El 9 de diciembre de 1942, el primer regimiento comenzó a transformarse con la llegada de los cosacos de Kubán al mando del general mayor Naumenko. Para enero de 1943, lo formaban exclusivamente cosacos. El 17 de marzo de 1943, el mayor general Gontarev reemplazó a Shapilov como jefe del 3.er Regimiento. El 1.er Regimiento luchó en Loznica en abril y participó en una gran operación en Zapolje, justo al sur de Krupanj, en la frontera con el NDH, del 11 al 15 de mayo, donde libró un intenso combate con las fuerzas partisanas. Del 1 al 8 de julio, el regimiento fue nuevamente estacionado en Loznica y Ljubovija y participó la defensa del puente sobre el Drina en Zvornik contra los partisanos. Durante este tiempo, el regimiento permitió el paso de 379 soldados y civiles croatas heridos, 1000 soldados sanos y la misma cantidad de refugiados, sufriendo bajas de dos muertos y diecisiete heridos. Se enfrentó con los partisanos en el pueblo de Nedelica el 19 de julio. Mientras tanto, el 2.º Regimiento luchó contra los partisanos en los alrededores de la ciudad de Negotin. El 4.º Regimiento se restableció el 15 de diciembre y se acuarteló en Jagodina, Paraćin y Ćuprija, en el centro del territorio ocupado.

### Retiro, rendición, disolución
Desde la primavera de 1944, el Cuerpo se centró cada vez más en combatir a los partisanos que penetraban en Serbia desde Bosnia y Sandžak; los primeros enfrentamientos con los grupos chetnik no tuvieron lugar hasta 1944. El 5 de enero de 1944, el combate con los partisanos en Klenak resultó en la muerte de tres cosacos del 1.er regimiento. El 18 de enero, el 5.º Regimiento se formó en Obrenovac. El 3.er Regimiento venció a un contingente partisano de dos mil cuatrocientos miembros que avanzaba hacia Jošanička Banja el 31 de marzo. El 28 de abril, el 1.er Regimiento preparó defensas a lo largo de las orillas del Drina en Zvornik, Bajina Bašta y Loznica, pues preveían que las divisiones partisanas 16.ª y 17.ª intentaran cruzar por allí para penetrar en Serbia. El 30 de abril, la jefatura del 4.º Regimiento se trasladó a Aleksinac. El 1 y 2 de mayo, el 5.º Regimiento luchó contra los partisanos en la aldea de Mravinci; tuvo 11 muertos y 25 heridos. Ese verano, el Cuerpo medió un acuerdo entre un grupo de chetniks y los alemanes en el que las dos partes acordaron combatir a los partisanos en Serbia. El 18 de julio, el 5.º Regimiento luchó en Jošanička Banja y su cuartel general del regimiento fue trasladado allí desde Obrenovac; los mandos de los batallones se instalaron en Zvečan, Jošanička Banja, Ušće y Vučitrn. Elementos del 3.º y 5.º Regimientos lucharon contra los partisanos del 4 al 5 de agosto cerca de la aldea de Rudnik. Los partisanos atacaron las posiciones del 5.º Regimiento en Leposavić el 24 de agosto.
En septiembre, el Cuerpo alcanzó su tamaño máximo: 11 197 soldados. El 1.er Regimiento y los partisanos disputaron escaramuzas en las comarcas de Zvornik y Valjevo ese mes. El 7 y 8 de septiembre, el 2.º Regimiento combatió a los partisanos en el río Ibar, tratando de impedirles el cruce. El 9 de septiembre, elementos del 3.er Regimiento se trasladaron a Požega y el 11 de septiembre a Čačak. El 20 de septiembre, el 1.er Regimiento se batió con un destacamento partisano al sur de Loznica. El 23 de septiembre estalló un gran combate entre el 1.er Regimiento y los partisanos en Loznica, lo que provocó que el regimiento se replegase a Šabac tras sufrir 7 muertos y 23 heridos. El combate continuó ininterrumpidamente durante todo el mes de septiembre y costó cincuenta y tres bajas diarias al 1.er Regimiento. El 22 de septiembre, las fuerzas combinadas del Ejército Rojo Soviético y del Ejército Popular Búlgaro comenzaron a ingresar al territorio ocupado desde el este, y se unieron a las fuerzas partisanas como parte de la Ofensiva de Belgrado, con el objetivo de apoderarse de la capital serbia. El 8 de octubre, el cuartel general del 2.º Regimiento en Požarevac fue evacuado puesto que las unidades blindadas soviéticas se acercaban a la ciudad. Parte del regimiento se encaminó hacia Belgrado y Grocka y chocó con tropas y taques soviéticos en la zona de Ripanj, al sur de la capital serbia y sufrió numerosas bajas. El 10 de octubre, el Cuerpo de Protección de Rusia pasó a llamarse «Cuerpo Ruso en Serbia». El 15 de octubre, la jefatura del 4.º Regimiento se trasladó a Čačak.
Elementos del 2.º Regimiento llegaron a Šabac el 22 de octubre; luego se trasladaron a Sremska Mitrovica, en el NDH, el 23, a Vukovar dos días después, a Osijek el 26 y luego a Vinkovci y Stari Jankovci, dos días después. Otra parte del regimiento se trasladó a Zemun el 13 de octubre, a Ruma el 14, a Vinkovci el 16 y a Stari Jankovci el 24. Del 19 al 22 de octubre, el 4.º Regimiento luchó contra las tropas soviéticas que avanzaban y los partisanos y defendió la carretera Čačak-Kraljevo. El 23 de octubre, el 1.er Regimiento abandonó Šabac y Klenak y se trasladó a Laćarak, y luego a Tovarnik el 24 de octubre, donde se le ordenó mantenerse firme. El 4.º Regimiento combatió en la comarca de Čačak del 27 de octubre al 2 de noviembre. Se enfrentó al Ejército Rojo y al II Cuerpo Chetnik Ravna Gora hasta que fue derrotado y tuvo que abandonar la ciudad. Los chetniks capturaron a 339 de sus soldados y los entregaron a los soviéticos. El 12 de noviembre, el 1.er Regimiento se trasladó por ferrocarril a través de Vinkovci a Brčko, si bien desplegó parte de sus soldados al norte del Sava, en Gunja. El 8 de diciembre se reagrupó al norte del Sava y del 11 al 13 de diciembre luchó contra los partisanos en torno a la aldea de Vrbanja, de los que mató a cuarenta y tres. El 4.º Regimiento llegó a Sarajevo en el NDH entre el 13 y el 18 de diciembre. Posteriormente, parte de sus hombres marcharon a la cercana Kiseljak el 18 de diciembre, donde combatieron a los partisanos en la zona de Kiseljak- Busovača los días 26 y 27 de diciembre. Durante este tiempo, el 1.er Regimiento y un batallón del 2.º Regimiento protegieron una cabeza de puente al norte de Brčko para permitir que las fuerzas alemanas se retiraran a través de la ciudad.
En enero de 1945, elementos del Cuerpo participaron en la conquista alemana de Travnik, parte de la Operación Lawine. Luego, se retiraron a Eslovenia. El 30 de abril, Shteifon murió mientras pasaba por Zagreb, en el hotel Esplanade; el coronel Anatoly Rogozhin tomó el mando. El 12 de mayo, Rogozhin se rindió a los británicos cerca de Klagenfurt. En el momento de la rendición, el Cuerpo estaba formado por cuatro mil quinientos hombres, según Puškadija-Ribkin; o por tres mil quinientos, según Granitov. Timofejev escribe que el Cuerpo estaba compuesto por 5584 hombres al final de la guerra. Entre 1941 y 1945, 6709 de sus miembros perecieron, fueron heridos o desaparecieron. En total, 17 090 hombres sirvieron en sus filas durante el curso de la guerra. Según Rogozhin, varios cientos de hombres y sus familias, que habían huido del campo de Lienz y que fueron objeto de repatriación forzada a la URSS, se habían sumado al Cuerpo ruso desde mediados de junio de 1945 precisamente para evitar la deportación a la Unión Soviética. Los hombres de Rogozhin se salvaron ya que no eran considerados ciudadanos soviéticos.
Después de examinar la historia del Cuerpo, los británicos decidieron desmovilizarlo en octubre. Sus miembros fueron enviados al campo de Kellerberg al noroeste de Villach, en Austria; Rogozhin emitió una orden el 1 de noviembre de 1945 en la que comunicó a sus subordinados la disolución de la unidad. A antiguos miembros del Cuerpo se les permitió luego mudarse a otros países, principalmente a los Estados Unidos y Argentina.

## Estructura
Cuando el Cuerpo alcanzó su tamaño máximo, estaba compuesto por:
- El 1.er Regimiento Cosaco General Zborovski y
- los regimientos de infantería 2.º, 3.º, 4.º y 5.º.

En mayo de 1942, el Cuerpo se dividió en dos brigadas. El 4.º Regimiento se disolvió el 30 de noviembre de 1942, y se restableció el 15 de diciembre de 1943. El 5.º Regimiento se creó el 18 de enero de 1944.

## Comandantes
El cuerpo ruso tuvo tres comandantes durante su existencia:
| N.º |  | Comandante                                  | Inicio                   | Final                    | Duración          |
| --- |  | ------------------------------------------- | ------------------------ | ------------------------ | ----------------- |
| 1   |  | General Mijaíl Skorodúmov (1892-1963)       | 12 de septiembre de 1941 | 14 de septiembre de 1941 | 2 días            |
| 2   |  | Teniente general Boris Shteifon (1881-1945) | 15 de septiembre de 1941 | 30 de abril de 1945 †    | 3 años y 227 días |
| 3   |  | Coronel Anatoly Rogozhin (1893-1972)        | 30 de abril de 1945      | 12 de mayo de 1945       | 12 días           |

## Uniforme
Los miembros del Cuerpo llevaron el uniforme del Ejército Imperial ruso del 12 de septiembre de 1941 al 30 de noviembre de 1942, salvo el casco, que era el del ejército checoslovaco. El uniforme a veces se usaba con pepitas del Real Ejército Yugoslavo, junto con insignias especiales de graduación en el cuello. Se decretó la adopción de los uniformes e insignias de la Wehrmacht el 1 de diciembre de 1942, aunque los viejos uniformes rusos continuaron usándose por algún tiempo.